# Gergely Jenő (történész)
Gergely Jenő (Tényő, 1944. március 10. – Budapest, 2009. december 10.) magyar történész, az MTA doktora, az ELTE BTK Történeti Intézet Új- és Jelenkori Magyar Történeti Tanszékének professzora, tanszékvezetője. Fő kutatási területei Magyarország története a 19. és 20. században, az egyháztörténet, a keresztény pártok története és a magyarországi autonómiák története voltak.

## Életpályája
Középiskolai tanulmányait követően az Eötvös Loránd Tudományegyetem Bölcsészettudományi Karán szerzett történelem szakos diplomát. Ezt követően 1968-tól élete végéig a legtekintélyesebb magyar felsőoktatási intézmény oktatója volt. Pályája során végigjárta a hagyományos egyetemi ranglétrát. 1968-ban tanársegéd, majd bölcsészdoktori disszertációja megvédését követően 1970-től adjunktus. 1974-ben szerzett kandidátusi fokozatot, melyet követően docenssé léptették elő. 1985-től kezdődően tíz éven át részt vett az ELTE BTK Kari Tanácsának munkájában. 1991-ben az MTA történelemtudományok doktora címet nyerte el. Ezt követően egyetemi tanári kinevezést kapott. 1995-ben lett az Új- és Legújabbkori Magyar Történelem Tanszékének vezetője. 1994 és 1997, majd 2001 és 2004 között az MTA Doktori Tanács Vallástudományi Szakbizottságának elnöke volt. 1997-től haláláig vezette az ELTE Történelemtudományok Doktori Iskoláját. Munkásságát 1997-ben a Széchenyi Professzori Ösztöndíjjal ismerték el. 2006-ban Magyar Köztársasági Érdemrend lovagkeresztje kitüntetést kapott.
Felesége, Héri Vera numizmatikus, muzeológus, fia, Gábor szintén történész.

## Munkássága
Az ELTE nekrológja szerint, melyet Pritz Pál írt, kutatási-oktatási szakterülete a 19. és 20. századi magyar történelem volt. Kiemelten foglalkozott az egyháztörténelem főbb problémáinak feltárásával. Érdeklődése középpontjában az egyházi mozgalmak, ideológiák, majd a keresztény pártok, katolikus társadalmi szervezetek tevékenysége állt. Nemcsak az egyházak korabeli szerepét, a magyar közéletben megjelenő pártok programjait tárta fel, de - gyakran szakmai vitákat is kiváltva - a századforduló és a két világháború közötti korszak meghatározó személyiségeit is igyekezett bemutatni. Így külön érdemei vannak Prohászka Ottokár, Serédi Jusztinián, Sulyok Dezső, Mindszenty József, Barankovics István vagy akár Gömbös Gyula életpályájának és történelmi szerepének "kiegyensúlyozott és előítéletektől mentes" megrajzolásában. "Olyan munkákról van szó, amelyek egyik fő erénye az anyaggazdagság, az újonnan feltárt források határtalan bősége, az ideológiai premisszáktól való irtózás, a valóság megmutatásának olthatatlan igénye."
Ennek élesen ellentmondanak olyan megnyilvánulásai, mint: "Az 1945. október 17-18-án ülésező püspökkari konferencia a kisgazdapárt támogatása mellett döntött. A püspöki kar nevében Mindszenty által aláírt körlevél nem szólt külön katolikus pártról, hanem az egyház érdekeit szem előtt tartó jelöltek támogatására szólította fel a katolikusokat." "A püspöki kar körlevele durva támadás volt a népi demokratikus átalakulás ellen..."  Rendszeres szerzője volt a Társadalmi Szemle nevű marxista folyóiratnak.
Munkássága során behatóan elemezte Magyarország és a Szentszék kapcsolatait és külön foglalkozott a pápaság szociális kérdésekhez való hozzáállásával, a keresztényszociális gondolat megjelenésével. Élete utolsó éveiben az autonómiák kérdéskörét vizsgálta doktoranduszokból álló kutatócsoportja élén."
Azonban nem csak kutatóként és történészként, hanem tanárként is maradandót alkotott. Felismerte, hogy a tudományos műhelymunka az egyik legfontosabb út a szakmai utánpótlás biztosításához, ezért szorgalmazta egyetemi kutatócsoportok létrejöttét és felkarolta a tehetséges, szorgalmas hallgatókat, doktoranduszokat. "Egyetemi oktatóként a minőség átadására törekedett. Előadásain mindig a "lényeget" ragadta meg, nem veszett el a részletekben, az összefüggéseket helyezte az előtérbe. A szemináriumokon a források iránti tiszteletet emelte ki."

## Főbb művei (válogatás)
- A kereszténydemokrácia Nyugat-Európában. Budapest, Oktatási Minisztérium, 1976.
- A keresztényszocializmus Magyarországon 1903-1923. Budapest, Akadémiai Kiadó, 1977.
- A politikai katolicizmus Magyarországon 1890-1950. Budapest, Kossuth Könyvkiadó, 1977.
- A pápaság története. Budapest, Kossuth Könyvkiadó, 1982.
- A katolikus egyház Magyarországon 1944-1971. Budapest, Kossuth Könyvkiadó, 1985.
- A magyar népi demokratikus állam közigazgatása Budapest, Kossuth, 1987.
- Eucharisztikus Világkongresszus Budapesten 1938. Budapest, Kossuth Könyvkiadó, 1988.
- Katolikus egyház, magyar társadalom 1890-1986. Budapest, Tankönyvkiadó, 1989.
- Pápák emlékezete. Pápai érmek, rendjelek, kitüntetések és pénzek. Budapest, Unikornis Kiadó, 1991. (Társszerző: Héri Vera)
- A katolikus egyházi elit Magyarországon 1919-1944. Budapest, ELTE Szociológiai Intézet, 1992.
- Egyházak az újkori Magyarországon 1790 - 1992. Budapest, 1993. (Társszerző: Balogh Margit)
- A katolikus egyház története Magyarországon 1919 - 1945. Budapest, ELTE BTK Újkori Magyar Történeti Tanszék, 1997.
- A trianoni Magyarország. Budapest, Vince Kiadó, 1999. (Társszerző: Pritz Pál)
- Gömbös Gyula.: Vázlat egy politikai életrajzhoz. Budapest, Elektra Kiadóház, 1999.
- A huszadik század története. Budapest, Pannonica Kiadó, 2000. (Társszerző: Izsák Lajos)
- A hosszú tizenkilencedik és a rövid huszadik század. Tanulmányok Pölöskei Ferenc köszöntésére. Budapest, ELTE BTK Új- és Legújabbkori Történeti Tanszék, 2000. (Szerkesztés)
- Gömbös Gyula. Politikai pályakép. Budapest, Vince Kiadó, 2001.
- A Mindszenty-per, Budapest, Kossuth Kiadó, 2001.
- Századformáló magyarok. Arcélek a XX. századból. Budapest, Gesta Könyvkiadó, 2002. (Társszerzők Izsák Lajos és Pölöskei Ferenc)
- Magyarország a századfordulótól az ezredfordulóig. Száz év magyar történelme 1896-2000. Budapest, 2004.
- Gömbös Gyula hatalomra kerülése és kormányzása 1932-1936: Antal István sajtófőnök emlékiratai. Budapest, Palatinus, 2004.
- Magyarországi pártprogramok, 1867-1998. Budapest, ELTE Eötvös Kiadó, 2005. (Szerkesztés)
- Autonómiák Magyarországon 1848-2000. Budapest, L'Harmattan, 2005. (Szerkesztés)
- Állam, egyházak, vallásgyakorlás Magyarországon 1790-2005, Budapest, História - MTA Történettudományi Intézete, 2005. (Társszerző: Balogh Margit)
- Autonomien in Ungarn 1848-2000. Budapest, L'Harmattan, 2006. (Szerkesztés)
- Being Hungarian Christian European. Budapest, ELTE Történelemtudományok Doktori Iskola - L'Harmattan, 2006. (Válogatott tanulmányok)
- A keresztényszindikalizmus a XIX-XX. században. Budapest, MTA, 2007.

## Társszerzőként
- A magyar és a nemzetközi munkásmozgalom története 1985/1986. Budapest, Kossuth, 1986. - Magyar Szocialista Munkáspárt Marxizmus-Leninizmus Esti Egyetem Hároméves általános tagozat/Egyéves pártiskola
- A magyar és a nemzetközi munkásmozgalom története 1987/1988 Budapest, Kossuth, 1988. - Magyar Szocialista Munkáspárt Marxizmus-Leninizmus Esti Egyetem Hároméves általános tagozat
- Bevezetés a marxista valláselméletbe I-II.  Kossuth, Budapest, 1987-88. Gecse Gusztáv, Horváth Pál, Poór József, Gergely Jenő, Kónya István. Kossuth Könyvkiadó, Budapest, 1988. Magyar Szocialista Munkáspárt Marxizmus-Leninizmus Esti Egyetem Szakosított Tagozat Továbbképző Tanfolyam sorozat.
- Bevezetés a marxista valláselméletbe szöveggyűjtemény, Kossuth, Budapest, 1988. - Magyar Szocialista Munkáspárt Marxizmus-Leninizmus Esti Egyetem Szakosított Tagozat Továbbképző Tanfolyam sorozat

## Díjai
- Akadémiai Díj (1998)[8]
- A Magyar Köztársasági Érdemrend lovagkeresztje (2006)